# ۸۳۲ (خورشیدی)
۸۳۲ هشتصد و سی و دومین سال هجری خورشیدی است.